# Basket Team Crema 2014-2015
Nella stagione 2014-2015 il Basket Team Crema militava in Serie A2 ed era sponsorizzato dalla TEC-MAR.

## Risultati stagionali

### Prima fase
La stagione prevedeva la formula delle Conference con una prima fase durante la quale le squadre erano collocate in tre gironi con partite di andata e ritorno; il Basket Team Crema veniva collocato nel Girone B.
Al termine della prima fase la squadra giungeva al 2º posto, posizione che la poneva nella condizione di acquisire, quantomeno, il diritto di rimanere in serie A2, ma anche di accedere alla seconda fase.
|  |    | Classifica            | Pt | G  | V  | P  | PtF  | PtS  | Dif  |
|  | -- | --------------------- | -- | -- | -- | -- | ---- | ---- | ---- |
|  | 1. | PFF Group Ferrara     | 30 | 16 | 15 | 1  | 1110 | 811  | +299 |
|  | 2. | Tec-Mar Crema         | 26 | 16 | 13 | 3  | 1105 | 846  | +259 |
|  | 3. | Velco Vicenza         | 24 | 16 | 12 | 4  | 952  | 837  | +115 |
|  | 4. | Ecodent Alpo          | 16 | 16 | 8  | 8  | 975  | 943  | +32  |
|  | 5. | Fassi Albino          | 16 | 16 | 8  | 8  | 944  | 883  | +61  |
|  | 6. | Astro Cagliari        | 14 | 16 | 7  | 9  | 993  | 1024 | -31  |
|  | 7. | Virtus Cagliari       | 8  | 16 | 4  | 12 | 847  | 1057 | -210 |
|  | 8. | Basket Biassono       | 6  | 16 | 3  | 13 | 644  | 956  | -312 |
|  | 9. | Querciambiente Muggia | 4  | 16 | 2  | 14 | 885  | 1098 | -213 |

### Seconda fase
La squadra veniva collocata nel girone D della Poule promozione; si classificava in quinta posizione, fuori dalle possibilità di accedere ai play-off.
|  |    | Classifica                     | Pt | G  | V | P | PtF | PtS | Dif |
|  | -- | ------------------------------ | -- | -- | - | - | --- | --- | --- |
|  | 1. | Alfagomma Castel San Pietro    | 18 | 10 | 9 | 1 | 598 | 527 | +71 |
|  | 2. | Fixi Piramis Torino            | 16 | 10 | 8 | 2 | 572 | 500 | +72 |
|  | 3. | Velco Vicenza                  | 8  | 10 | 4 | 6 | 536 | 531 | +5  |
|  | 4. | Valentino Auto Santa Marinella | 8  | 10 | 4 | 6 | 527 | 550 | -23 |
|  | 5. | Tec-Mar Crema                  | 8  | 10 | 4 | 6 | 576 | 608 | -32 |
|  | 6. | aLmore Genova                  | 2  | 10 | 1 | 9 | 487 | 580 | -93 |

## Roster A2 2014-2015
|  | Naz.              | Ruolo | Sportivo            | Anno | Alt. |  |  |
|  | ----------------- | ----- | ------------------- | ---- | ---- |  |  |
|  | Italia (bandiera) | G     | Paola Caccialanza   | 1989 | 178  |  |  |
|  | Italia (bandiera) | G     | Martina Capoferri   | 1991 | 174  |  |  |
|  | Italia (bandiera) | A     | Carolina Cerri      | 1999 | 177  |  |  |
|  | Italia (bandiera) | C     | Gilda Cerri         | 1990 | 185  |  |  |
|  | Italia (bandiera) | P     | Camilla Conti       | 1994 | 169  |  |  |
|  | Italia (bandiera) | A     | Alice Donzelli      | 1999 | 178  |  |  |
|  | Italia (bandiera) | G     | Camilla Giosuè      | 1996 | 175  |  |  |
|  | Italia (bandiera) | G     | Alice Mandelli      | 1993 | 172  |  |  |
|  | Italia (bandiera) | A     | Francesca Parmesani | 1998 | 183  |  |  |
|  | Italia (bandiera) | A     | Martina Picotti     | 1990 | 184  |  |  |
|  | Italia (bandiera) | P     | Norma Rizzi         | 1993 | 172  |  |  |
|  | Italia (bandiera) | P     | Greta Visigalli     | 1999 | 172  |  |  |
|  | Italia (bandiera) | A     | Cecilia Zagni       | 1995 | 180  |  |  |

### Staff tecnico
| Allenatore:           | Luca Visconti   |
| Primo assistente:     | Daniela Doldi   |
| Secondo assistente:   | Paolo Scalfi    |
| Preparatore atletico: | Giancarlo Arisi |
| Fisioterapista:       | Sabina Riva     |